# Haddonia
Haddonia, en ocasiones erróneamente denominado Arhaddonium, es un género de foraminífero bentónico la familia Haddoniidae, de la superfamilia Coscinophragmatoidea, del suborden Biokovinina y del orden Loftusiida. Su especie tipo es Haddonia torresiensis. Su rango cronoestratigráfico abarca desde el Eoceno hasta la Actualidad.

## Discusión
Clasificaciones previas incluían Haddonia en el suborden Textulariina y en el orden Textulariida.

## Clasificación
Haddonia incluye a las siguientes especies:
- Haddonia hagni
- Haddonia heissigi
- Haddonia praeheissigi
- Haddonia torresiensis

Otra especie considerada en Haddonia es:
- Haddonia minor, aceptado como Rudigaudryina minor